# Weihnachten im Schnee
Weihnachten im Schnee ist ein deutscher Fernsehfilm des Regisseurs Till Franzen aus dem Jahr 2019. Der Weihnachtsfilm basiert auf einem Drehbuch von Claudia Matschulla und Arnd Mayer und handelt von der Hamburger Familie Johnen, die sich auf Einladung der Eltern erstmals zum gemeinsamen Weihnachtsurlaub in Norwegen einfindet – ohne zu wissen, dass diese ein Geheimnis vor ihren Kindern hüten.
Realisiert wurde die Produktion von der Relevant Film unter der Leitung von Heike Wiehle-Timm im Auftrag des ZDF. Die Dreharbeiten fanden von Februar bis März 2019 in Hamburg sowie im norwegischen Lillehammer statt. Neben Hauptdarstellerin Katharina Schüttler traten unter anderem Ulrike Kriener, Rainer Bock, Inez Bjørg David, Anton Spieker und Janek Rieke vor die Kamera. Bei Erstausstrahlung im Dezember 2019 stieß der Weihnachtsfilm bei Kritikern auf vorwiegend positive Resonanz.

## Handlung
Diesmal soll alles anders sein. Das Hamburger Optiker-Ehepaar Gitta und Henri Johnen plant, das gemeinsame Weihnachtsfest mit der Familie erstmals fernab Hamburgs in einem Ferienhaus im verschneiten Norwegen zu feiern. Haus und Anreise sind bereits gebucht und die drei erwachsenen Kinder Annika, Sanne und Bastian per E-Mail informiert. Diese fallen in Anbetracht der kurzfristigen Ankündigung aus allen Wolken, hatte doch jeder eigene Pläne für die Feiertage. Mutter Gitta kann schließlich alle zur Reise bewegen. Sie möchte Weihnachten im Schnee verbringen und das Polarlicht bestaunen. Ihr und Henris Geheimnis soll erst nach dem gemeinsamen Fest preisgegeben werden.
Auf engem Raum entstehen schnell Konflikte. Lebenskünstler Bastian versucht, die Eltern nach der Pleite seines Cafés um Geld zu bitten, und zieht damit nach einer Reihe gescheiterter Geschäftsideen den Unwillen der Schwestern auf sich. Sorgen bereitet den Eltern Tochter Sanne, die als Ärztin am Universitätsklinikum arbeitet und noch immer ohne festen Partner sowie kinderlos ist. Annika, die gemeinsam mit Ehemann Christoph und dem 15-jährigen Sohn Simon wegen ihrer Flugangst per Auto angereist ist, sieht sich von Mutter und Vater vernachlässigt. Die Ehe mit Christoph gleicht nach Jahren einer Sackgasse. Sie möchte ihm nicht zu einer neuen Arbeitsstelle nach Alaska folgen.
Annikas Verunsicherung wird verstärkt, als sie beim Einkauf auf den ortsansässigen Schreiner Morten, den Neffen ihrer Vermieterin Finja Lund, trifft, den sie zufällig bei einer Fahrtunterbrechung bei der Anreise kennengelernt hat. Die Buchhalterin und der ehemalige Bankangestellte verstehen sich auf Anhieb gut. Während einer Langlauf-Tour erhält Christoph die Zusage für das Alaska-Projekt und nimmt ohne Rücksicht auf Annika sofort an. Diese kehrt daraufhin allein um und trifft wieder auf Morten. Auch am Abend treffen beide im Gasthaus aufeinander und besuchen Mortens Werkstatt. Annika nimmt in der Nacht versehentlich zwei Schlaftabletten ein und verschläft daher den Familienausflug nach Lillehammer. Nach dem späten Aufstehen bemerkt sie, wie sich zwei sie ängstigende Pferde um das Haus herumtreiben. Sie flüchtet zu Morten. Sie schlafen miteinander. Am Abend sucht Annika das Gespräch mit Gitta, das zum wiederholten Male eskaliert. Gitta bricht kurz darauf im Wohnzimmer im Henris Armen zusammen.
Während Gitta in das Krankenhaus gebracht wird, sieht sich Henri veranlasst, den Kindern von deren unheilbaren Bauchspeicheldrüsenkrebserkrankung zu erzählen. Die Geschwister sind schockiert, entscheiden sich jedoch, Mutters Wunsch zu entsprechen und in deren Sinne die Weihnachtsfeiertage zu gestalten. Als Gitta aus der Klinik zurückkommt, wird gemeinsam Heiligabend begangen, doch es entgeht ihr nicht, dass alle von der Erkrankung wissen. In der Nacht erscheinen die von Gitta ersehnten Nordlichter, und Annika spricht sich mit der Mutter aus. Sie gesteht Christoph den Seitensprung. Dieser reagiert verletzt; ihm ist ebenfalls bewusst, sich auseinandergelebt zu haben. Am Ende reisen er und Simon mit dem Flugzeug heim, während Annika, Sanne und Bastian gemeinsam mit Auto und Fähre fahren. Dabei kommen die drei Geschwister einander wieder näher.
Ein Jahr später findet sich die Familie zum gemeinsamen Weihnachtsfest in Annikas Wohnung ein. Gitta ist inzwischen verstorben, Bastian hat ihren Posten im elterlichen Brillengeschäft übernommen, das Henri zuvor an eine Einzelhandelskette hatte verkaufen wollen. Sanne ist Mutter geworden und lebt mit ihrem Kollegen Mark, dem Vater des Kindes, zusammen. Christoph ist wegen des Bauprojektes nach Alaska gezogen und verbringt dort auch die Feiertage, Simon wird ihn dort besuchen. Als es nach Eintreffen der Familie erneut an der Tür klingelt, steht zu Annikas Überraschung Morten vor der Tür, den Sanne, Bastian und Finja baten, nach Hamburg zu kommen.

## Hintergrund

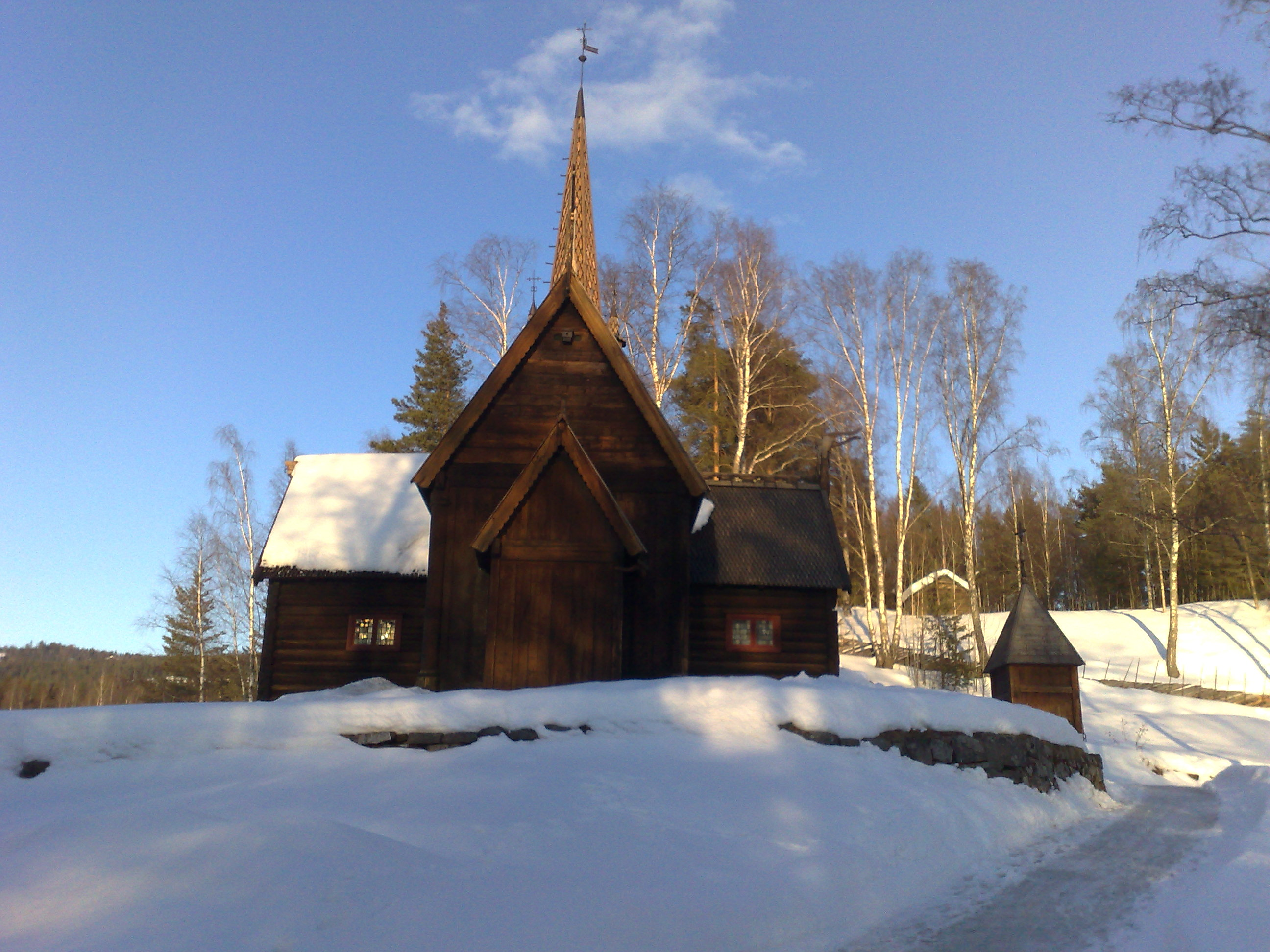
Als Drehort fungierte mitunter die Garmo-Stabkirche im Freilichtmuseum Maihaugen in Lillehammer.

Realisiert wurde der tragikomische Weihnachtsfilm von der Relevant Film Produktion im Auftrag des ZDF. Als Produzentin agierte Heike Wiehle-Timm, die Redaktion im ZDF lag bei Berit Teschner. Für die Regie konnte Till Franzen verpflichtet werden, der seine Frau Katharina Schüttler in der Hauptrolle der Annika besetzte. Für die Eheleute war Weihnachten im Schnee bereits die dritte Zusammenarbeit. Die Dreharbeiten zu Weihnachten im Schnee fanden vom 21. Februar bis 25. März 2019 vornehmlich in Hamburg sowie im norwegischen Provinz Oppland statt. In Lillehammer entstanden so unter anderem Szenen in der Fußgängerzone Storgata sowie an der Garmo-Stabkirche im Maihaugen-Freilichtmuseum. Darstellerin Inez Bjørg David bezeichnete die schneereichen Dreharbeiten als „chaotisch und familiär“.
Die Musik zum Film steuerte Komponistin Hannah von Hübbenet bei. Zu den Weihnachtsliedern, die im Laufe des Films zu hören sind, gehören unter anderem „Christmas Lights“ von Coldplay, „You and Me at Christmas“ von Why Don’t We, „25th December“ von Everything but the Girl sowie Sinéad O’Connors Interpretation von „Silent Night“. Darüber hinaus nahm die norwegische Schlagersängerin Wencke Myhre „Glade jul“, die norwegische Version von „Stille Nacht“, sowie eines ihrer eigenen Weihnachtslieder aus den 1990er Jahren neu für den Film auf. Sie ist in Weihnachten im Schnee in der Nebenrolle der Finja Lund zu sehen, die Familie Johnen ihre Hütte vermietet.

## Kritiken

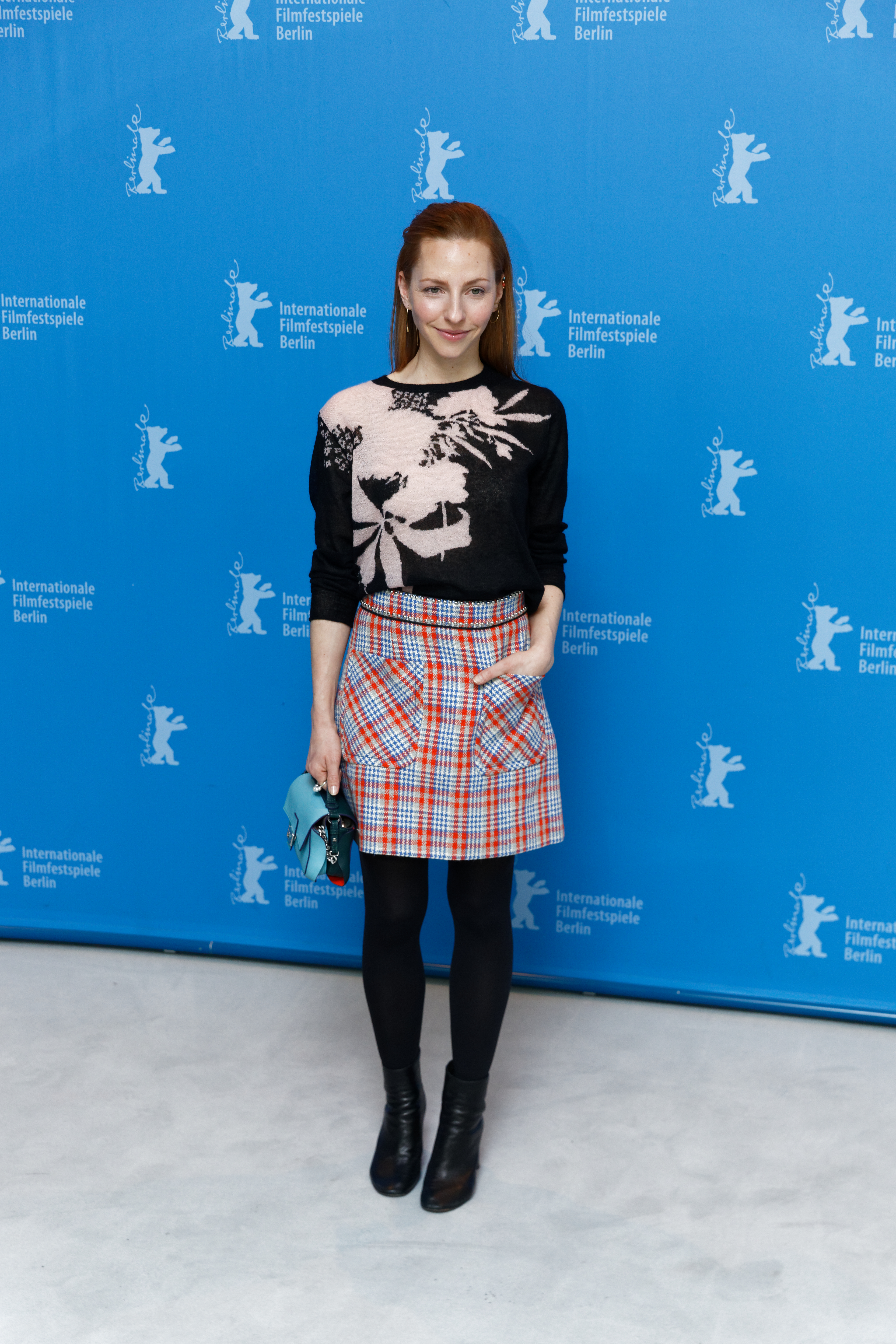
Das Ensemble um Hauptdarstellerin Katharina Schüttler erhielt positive Kritiken für sein Spiel.

Quotenmeter-Kritiker Julian Miller befand, dass der Spielfilm aufgrund „einer ständig zumindest latent vorhandenen emotionalen Schwere [...] wohl der deprimierendste Weihnachtsfilm seit langem geworden“ sei. Dennoch gelinge der Produktion „am Schluss der für die Dachmarke zwingende zuversichtliche Blick in die Zukunft“. Es sei „ungewohnt, dass es am Sonntagabend beim ZDF so wehmütig und melancholisch wird, so angenehm leise und ernsthaft, und so fernab jedweder emotionalen Übersteuerung oder allzu berechneter Identifikationspunkte. Doch genau so ist ein angenehm zurückhaltender, emotional prägnanter und angenehm besinnlicher Weihnachtsfilm entstanden“.
Rainer Tittelbach bezeichnete Weihnachten im Schnee in seiner Rezension auf Tittelbach.tv als „Herzkino, das den Namen verdient“. Bildsprache und Musik seien „nicht zu sehr auf gefällige Behaglichkeit getrimmt. Das nordisch-winterliche Ambiente besitzt hier allenfalls eine dezent nostalgische Feelgood-Funktion, und lange Zeit dominiert sogar ein realistischer Kamerablick auf die Dinge […] Manch einer mag das als pseudophilosophischen Kitsch abtun, doch so psychologisch stimmig durchdacht die Familien-Konstellation mit den drei erwachsenen Kindern ist und so wie die Botschaften hier von Ulrike Kriener, Rainer Bock, Inez Bjorg David, Anton Spieker und der unvergleichlichen Katharina Schüttler – stets mit einem leicht ironischen Augenzwinkern – präsentiert werden, das ist gut temperiertes Unterhaltungsfernsehen“.
Hans Czerny von der Fernsehzeitschrift Prisma nannte Weihnachten im Schnee „Herzkino mit vielen Stars und Norweger-Pullis“. Der Film, „der eigentlich Weihnachten in Norwegen heißen müsste, ist trotz aller Klischee-Zutaten sehr um die Begrenzung üblicher Sentimentalitäten bemüht. Dem hochkarätigen Familienensemble merkt man jedenfalls die Freude an bei diesem tragikomischen Krippenspiel“. Die Redaktion von TV Spielfilm resümierte, dass die Produktion „trotz Tragik meistens verhalten“ bleibe. Bis der Zuschauer die Hintergründe der Handlung erfahre, ziehe „sich das Drama mit dem üblichen familiären Zwist [...] in die Länge, ohne eine wirkliche Richtung erkennen zu lassen“.

## Veröffentlichung
Weihnachten im Schnee wurde am 1. Dezember 2019 in der ZDFmediathek zum Streaming veröffentlicht. Die Free-TV-Premiere folgte am 15. Dezember 2019 im ZDF.
Mit 5,28 Millionen Zuschauern und 15,3 Prozent Marktanteil avancierte der Spielfilm an diesem Tag nach Tatort: Todesengel zum zweitmeistgesehenen Format in der Hauptsendezeit.

## Verweise
- Weihnachten im Schnee in der ZDF-Mediathek. Video (88 Min.), abrufbar bis 17. November 2025
- Weihnachten im Schnee bei IMDb
- Weihnachten im Schnee  bei crew united